# Waterschap Kromme Mijdrecht
Waterschap Kromme Mijdrecht was een kadewaterschap in de Nederlandse provincie Utrecht, in de voormalige gemeente Mijdrecht. Het langgerekte gebied lag aan de Kromme Mijdrecht.

## Nabijgelegen polders
- Blokland onder Mijdrecht en Zevenhoven
- Eerste bedijking der Mijdrechtse droogmakerij
- Tweede bedijking der Mijdrechtse droogmakerij
- Derde bedijking der Mijdrechtse droogmakerij